# Saint-Aubin (Friburgo)
Saint-Aubin (antiguamente en alemán Sankt Albin) es una comuna suiza del cantón de Friburgo, situada en el distrito de Broye. Limita al noroeste con la comuna de Delley-Portalban, al noreste y este con Villars-le-Grand (VD), al sureste con Avenches (VD) y Domdidier, al sur con Missy (VD), y al oeste con Vallon. 